# Automatic Transportation Company

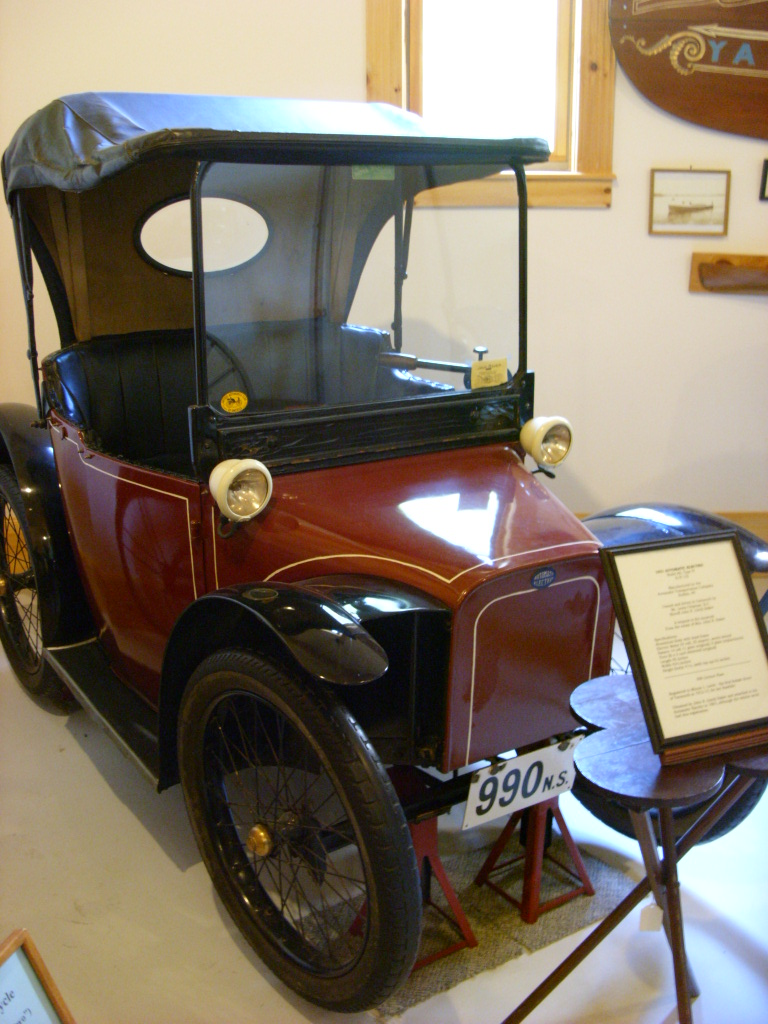
Automatic von 1921

Automatic Transportation Company war ein US-amerikanischer Hersteller von Kraftfahrzeugen.

## Unternehmensgeschichte
Das Unternehmen wurde 1921 in Buffalo im US-Bundesstaat New York gegründet. Die Produktion von  Automobilen und Nutzfahrzeugen begann. Der Markenname lautete Automatic, evtl. mit dem Zusatz Electric. 1921  endete die Pkw-Produktion und 1927 die Lkw-Produktion. Die Walker Vehicle Company übernahm das Unternehmen.

## Fahrzeuge
Im Angebot standen Elektroautos. Der einzige Pkw wird als hochklassig und teuer, aber klein beschrieben. Das Fahrgestell hatte 165 cm Radstand. Die Gesamtlänge betrug 241 cm. Das Leergewicht war mit 408 kg angegeben. Die Höchstgeschwindigkeit war mit 29 km/h angegeben und die Reichweite mit 96 km. Die Karosserie bot Platz für zwei Personen. Colonel E. R. (Teddy) Green war einer der Käufer. Ein Foto zeigt etwa zwölf Fahrzeuge auf einer Straße.
Ein leichtes Nutzfahrzeug hatte ein etwas längeres Fahrgestell. Daneben entstanden Lkw.